# Maison d'arrêt d'Orléans
La maison d'arrêt d'Orléans est un ancien établissement pénitentiaire français situé à Orléans, dans le département du Loiret, en région Centre-Val de Loire. 
L'établissement ferme ses portes en 2014 pour être remplacé par le centre pénitentiaire d'Orléans-Saran. Les bâtiments sont détruits en 2019 pour laisser la place à un  équipement aquatique.

## Histoire

### Construction et fonctionnement
L'établissement est construit et mis en service en 1896. Il remplace les bâtiments de l'ancien monastères des Ursulines d'Orléans qui ont hébergé la prison d'Orléans depuis 1792. Conçu à l’origine pour héberger 72 hommes et 16 femmes, les nombreuses transformations apportées, notamment après 1972, ont modifié l’aspect extérieur des bâtiments de détention, initialement construits en forme de Y. En 1972, l’entrée principale de l’établissement est déplacée de la rue Émile-Zola au 14 boulevard de Québec, devenu le 55 boulevard Guy-Marie-Riobé.
À l'occasion d'un reportage publié dans le journal Le Monde en 2013, il est fait état de la surpopulation carcérale de l'établissement orléanais atteignant 220 détenus pour 105 places et pour seulement 54 surveillants et trois détenus dans des cellules de 10 m2.

### Fermeture et démolition
La maison d'arrêt d'Orléans ferme le 12 octobre 2014 à la suite de l'ouverture du centre pénitentiaire d'Orléans-Saran, construit pour accueillir les détenus des maisons d'arrêt d'Orléans, de Chartres et, pendant ses travaux, de La Santé (14e arrondissement de Paris).
En 2018, la municipalité d'Orléans négocie l'acquisition de la prison, propriété de l'État, afin de détruire le bâtiment et d'implanter sur le terrain un centre aqualudique. Trois bombes anglaises datant de la Seconde Guerre mondiale sont découvertes sur le chantier et désamorcées en septembre, novembre et décembre 2019,,.

## Description
En France, une maison d'arrêt est un établissement pénitentiaire qui reçoit les personnes prévenues en détention provisoire (détenues en attente de jugement ou dont la condamnation n’est pas définitive) ainsi que les personnes condamnées dont la peine ou le reliquat de peine n’excède pas deux ans.
La maison d'arrêt d'Orléans, d'une capacité théorique de 105 places, disposait de trois quartiers : un quartier maison d'arrêt pour hommes (78 places), un quartier maison d'arrêt pour femmes (11 places) et un quartier de semi-liberté (10 places). Les mineurs étaient affectés dans des cellules situées au rez-de-chaussée du bâtiment de détention (6 places).
Outre les espaces de détention, l'établissement a abrité une unité de consultations et de soins ambulatoires (UCSA) dans l'espace de détention hommes, ainsi qu'un atelier de 644 m2 réservé au travail volontaire des personnes détenues.
La maison d'arrêt d'Orléans était rattachée à la direction interrégionale des services pénitentiaires de Dijon depuis 2008. Elle était située sur le ressort de la cour d’appel et du tribunal de grande instance d’Orléans.